# Tijgervrouwen
Tijgervrouwen of Tijgermoeders is een muurschildering van tien bij twaalf meter in Amsterdam Nieuw-West. Het is geplaatst op de hoek Ferdinand Huyckstraat en Wiltzanghlaan.

## Voorgeschiedenis
Vanaf 2019 werden diverse kunstenaars op het gebied van muurschilderingen gevraagd werk te leveren voor blinde gevels in de wijk Kolenkitbuurt in Amsterdam-West. Deze wijk volgebouwd in de jaren veertig en vijftig kent veel portieketageflats, die steevast aan de kopse kant een blinde muur hebben. Die kopse kanten werden na renovatie vaak voorzien van een laag buitenisolatie. Dit geeft de wijk aan die kopse kanten een groezelige grijsgrauwe sfeer. De wijk werd in de 21e eeuw grondig gesaneerd; er werd gerenoveerd en gesloopt/nieuwbouw gepleegd. Om de flats die bleven staan een vrolijker aanblik te geven werd het project Muren van West gestart. Er kwamen muurschilderingen die een binding met de buurt moesten hebben. De eerste muurschildering in dat project was Reinaert de Vos van Stefan Glerum (2019/2020, verwijzend naar de Reinaert de Vosstraat). In 2020 werden vier muurschilderingen gezet op flats, die een kopse kant hebben aan de Wiltzanghlaan.  

## Sidney Waerts
Sidney Waerts maakte de schildering Tijgervrouwen. Hij haalde daarbij inspiratie uit een viertal vrouwen in de wijk, die de buurt in de gaten houden (wij de ogen en oren van de wijk) en die ook deelnemen in de organisatie van buurtinitiatieven. De tijgers zijn afgebeeld in een deels stedelijke omgeving, die volgens Waerts verwijst naar de flat die aan de overzijde van de laan stond; ze is in de muurschildering gespiegeld. Die flat overleefde de saneringsslag niet. Het kunstwerk is gesigneerd. De afbeelding heeft volgens de traditie in Waerts werk een sepiaachtige kleuring, hetgeen een nostalgisch aanzicht geeft. Waerts werkte vanuit Haarlem. 